# The Bells (album)
| Recensione                        | Giudizio |
| --------------------------------- | -------- |
| AllMusic                          | [ 1 ]    |
| Chicago Tribune                   | [ 2 ]    |
| The Encyclopedia of Popular Music | [ 3 ]    |
| The Great Rock Discography        | 5/10     |
| The Rolling Stone Album Guide     |          |
| Piero Scaruffi                    | 6.5/10   |
| Select                            |          |
| The Village Voice                 | B+       |

The Bells è il nono album di Lou Reed ed è stato pubblicato dalla Arista Records nel 1979. Il disco è stato registrato con tecnologia binaurale.
Tre brani sull'album sono composti da Reed insieme a Nils Lofgren.

## Descrizione

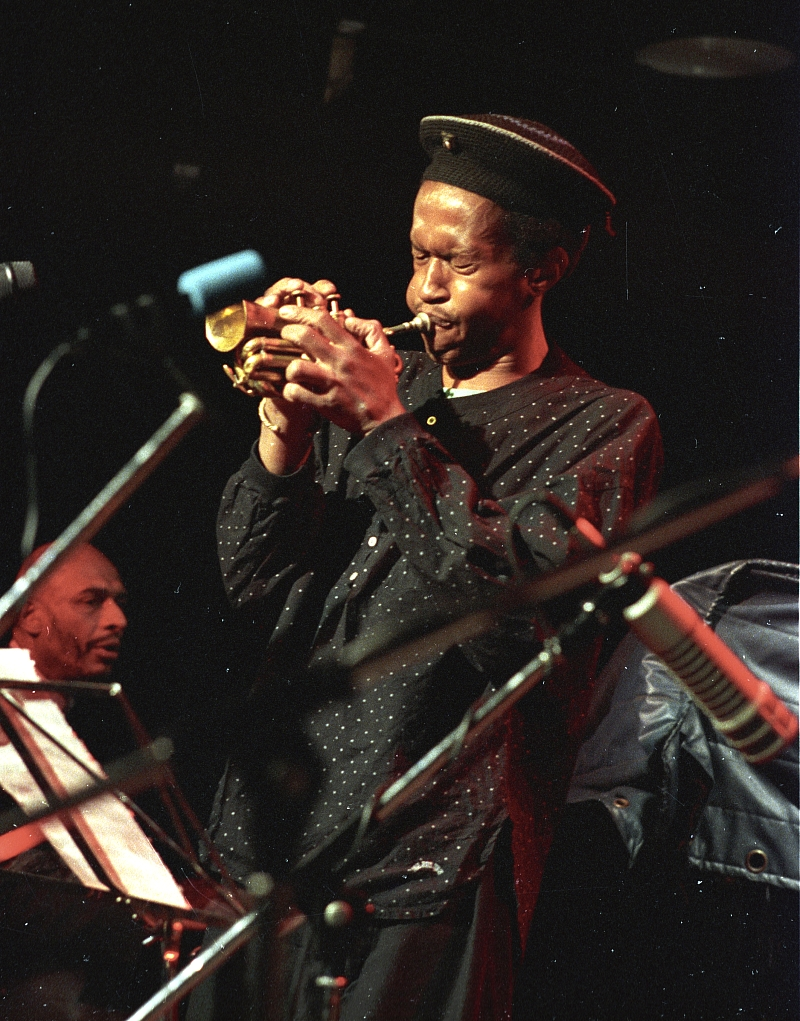
Il trombettista free jazz Don Cherry, suona in The Bells.

The Bells è stato descritto come un album jazz-rock. Musicalmente la virata verso il jazz è molto netta, supportata dalla tromba del maestro del free jazz Don Cherry e con melodie complesse che, a primo acchito, possono spiazzare un ascoltatore abituale di Lou Reed. Secondo Aiden Levy di Jazz Times, è un album eclettico di jazz rock e art rock che "[fonde] jazz, disco e un'etica di scrittura di canzoni profondamente personale, senza alcun occhio verso un potenziale mercato." L'album è inoltre caratterizzato dalla presenza massiva delle tastiere. Reed scherzò: «Se non sai suonare il rock e non sai suonare il jazz, metti insieme le due cose e ottieni davvero qualcosa». Il biografo Anthony DeCurtis scrisse che "le componenti jazz dell'album, e la sua discesa nel rumore atmosferico e negli effetti, specialmente nella traccia del titolo, fanno parte dei suoi intensi impulsi sperimentali." Aggiunse che l'album si muove tra materiale più commerciale e musica che "[si spinge] ben oltre i confini dell'accettabilità mainstream."
La sincopata traccia d'apertura Stupid Man è caratterizzata dal pianoforte. Disco Mystic, un brano parodia della musica disco che imperava all'epoca con un testo che consiste unicamente del ripetersi ossessivo del titolo è stata descritta come "un esercizio funk tipico della sua epoca". Contenendo l'apporto del sassofono di Marty Fogel, è effettivamente uno strumentale, con il titolo "cantato con una voce profonda, fintamente impressionante". I Want to Boogie with You, brano che possiede influenze doo-wop (anche se sotto la patina anni cinquanta data dagli strumenti a fiato sono presenti i sintetizzatori), è una canzone funk schietta nella quale Reed interpreta "un seduttore pieno di sentimento". With You include "improvvisazioni interpolate" tra Fogel e Cherry." Secondo Fogel: "Ho fatto un piccolo arrangiamento per corno per me e Don, e forse ci sarebbero stati due tempi alla fine della battuta, e quando stavamo provando la melodia, Don suonava questa roba libera in quei due tempi. L'ho guardato e ho pensato: "Cosa stai facendo?" E lui disse: "Ogni volta che hai l'opportunità di tirarlo fuori, devi farlo". Ecco cosa abbiamo fatto." City Lights è un omaggio alla figura di Charlie Chaplin con il ricordo della sua cacciata dagli Stati Uniti per le accuse di filocomunismo, cantato con una "voce da basso". Un critico descrisse il canto di Reed come "un gracidio smorzato, così profondo che è difficilmente riconoscibile. Macabro e... divertente."
In All Through the Night è un ritorno alle atmosfere malate e torbide presenti nel brano Kicks incluso nell'album Coney Island Baby (1975). Families è stata soprannominata "una meditazione sulla disfunzionale famiglia nucleare americana". Si tratta di un brano fortemente autobiografico circa i genitori e la sorella di Reed, che contiene la frase finale: «Families that live out in the suburbs often make each other cry» ("Le famiglie che vivono in periferia spesso si feriscono l'un l'altro"). Nella traccia di chiusura che dà il titolo al disco, ispirata all'omonima poesia di Edgar Allan Poe, Reed utilizzò un sintetizzatore per chitarra mentre Don Cherry fornì un sottofondo di tromba free jazz. La traccia è stata descritta come "una suggestiva improvvisazione collettiva free-jazz di nove minuti", e un "lento, oscuro vortice". Secondo il critico Mark Deming, la traccia è "sia una coraggiosa esplorazione dello spazio musicale che uno schizzo liricamente toccante di perdita e salvezza."

## Registrazione
Dopo un breve tour in Europa, Reed registrò The Bells presso i Delta Studios, uno studio di registrazione sito a Wilster, Germania ovest, di proprietà di Manfred Schunke; insieme al trombettiere Don Cherry supportato dalla Everyman Band. Lo studio aveva sede in una fattoria ristrutturata con alloggi per i musicisti, una sala da pranzo comune e, secondo il sassofonista Marty Fogel della Everyman Band, "un posto dove rilassarsi e bere qualcosa. E poi c'era l'impianto di registrazione, che era davvero high-tech, ma era nel mezzo della campagna." Reed disse: "Ho imparato l'arte della registrazione conosciuta come catturare il momento spontaneo e lasciarlo così. The Bells è stato fatto così, i testi sono stati inventati sul momento e sono assolutamente incredibili. Sono molto abile nell'inventare intere storie con rime, schemi, battute".
In un'intervista del 1996 rilasciata a Ian Penman del The Guardian, Reed notò che l'esperimento con la registrazione binaurale in occasione delle sessioni di The Bells non aveva avuto successo per lui, aggiungendo che "il processo ha funzionato ma non si è tradotto affatto in vinile. Non solo non ho ottenuto l'effetto, che penso ancora sia una delle cose più sorprendenti che abbia mai sentito in vita mia quando è fatto bene, ma non ha registrato nemmeno le cose come dovevano suonare, il che è stato deludente."

## Accoglienza
Nella sua recensione dell'album su Rolling Stone, Lester Bangs scrisse: "Con The Bells, più che in Street Hassle, forse anche più che nei suoi lavori con i Velvet Underground, Lou Reed raggiunge l'obiettivo dichiarato di diventare un grande scrittore, nel senso letterale del termine". In una recensione molto meno entusiastica, la rivista Select scrisse che The Bells rappresentava "la musica di Lou Reed che scompariva giù per il cesso..." Aggiungendo: "anche l'auto-parodia è a malapena raggiunta in queste canzoni da mezze seghe suonate da un gruppo svogliato, con Lou che sembra dolorosamente blando e disinteressato".

## Tracce
1. Stupid Man – 2:33 (Reed, Nils Lofgren)
2. Disco Mystic – 4:30 (Reed, Ellard Boles, Marty Fogel, Michael Fonfara, Michael Suchorsky)
3. I Want to Boogie With You – 3:55 (Reed, Michael Fonfara)
4. With You – 2:21 (Reed, Nils Lofgren)
5. Looking for Love – 3:29 (Reed)
6. City Lights – 3:22 (Reed, Nils Lofgren)
7. All Through the Night – 5:00 (Reed, Don Cherry)
8. Families – 6:09 (Reed, Ellard Boles)
9. The Bells – 9:17 (Reed, Marty Fogel)

## Formazione
- Lou Reed - voce, chitarra elettrica, sintetizzatore, basso
- Ellard Moose Boles -  chitarra 12 corde, sintetizzatore, basso, seconda voce
- Don Cherry - tromba, chitarra
- Marty Fogel - ocarina, sax soprano, sax tenore, pianoforte, chitarra in The Bells
- Michael Fonfara - tastiere, sintetizzatore Oberheim, seconda voce
- Michael Suchorsky - percussioni